# Lestkov (Radostná pod Kozákovem)
Lestkov je vesnice, střední část obce Radostná pod Kozákovem v okrese Semily. Nachází se asi dva kilometry jihozápadně od hory Kozákov. Prochází zde silnice II/282 a silnice II/283.
Lestkov leží v katastrálním území Lestkov pod Kozákovem o výměře 4,04 km².

## Historie
První písemná zmínka o vesnici pochází z roku 1423.

## Pamětihodnosti
- Kaple studánky
- Krucifix